# 向岩
向岩（英語：Mukai Rocks），是南極洲的岩石，位於毛德皇后地的哈拉爾王子海岸，處於翁古爾灣東側，在1972年由日本探險隊命名，現時由南極條約體系管理。

## 外部連結
- 本条目引用的公有领域材料来自美国地质调查局的文档 《向岩》 （資料來自地名信息系统）。

69°3′S 39°42′E / 69.050°S 39.700°E